# Vær Kirke
Vær Kirke er sognekirken i Vær Sogn, Horsens Provsti i Århus Stift. Kirken ligger i Horsens Kommune; indtil Kommunalreformen i 1970 lå den i Voer Herred i Skanderborg Amt.
Kirken består af skib og kor, tårn mod vest, våbenhus mod syd og en tilbygning mod nord. Skib og kor er opført i romansk tid af granitkvadre på sokkel med skråkant, men senere meget ombygget med mursten. Tårn med spir, våbenhus og tilbygning med opgang til herskabsstolen er senere og af mursten.
| - Herskabsstolen - Griffenfelds sarkofag af Karl Jensen, 1884 - Døbefont - Skrifttavlen (citat herunder) |

| Citat                                         | Her lagdes Kragh og Griffenfeld og her hædres dansk Blod og Dyd af Efterslægten | Citat |
| Citatet på tavlen over døren til gravkapellet |                                                                                 |       |

I den senere middelalder er koret blevet hvælvet. Skibet har fladt bjælkeloft malet som kassetter.
Tårnrummet, med tøndehvælving og rundbue ind til skibet, er gravkapel.
En altertavle er opsat 1699 af baronesse Krag, med et maleri (Kristus i Getsemane) af Frederik Ludvig Storch fra 1873. En romansk granitdøbefont er med relieffer, og prædikestolen fra 1587 er med Rosenkrantzernes våben.
I skibet findes tre pulpiturer med malerier, en ligsten med portrætfigur over Folmer Axelsen Rosenkrantz til
Stensballegård (†1586), hustru Margrethe Gyldenstierne til Tim ('Timgaard') (†1581) og to sønner.
En malmlysekrone er skænket 1695 af baron Frederik Krag (†1728) og Charlotte Amalie Griffenfeld.
Et epitafium er over præsten Jens Pedersen Bai (†1687) og to hustruer med portrætter og årstal 1678 og 1681.
I kapellet findes tre trækister med ligene af
rigskansler Peder Griffenfeld (†1699), Charlotte Amalie Griffenfeld (†1703) og hendes mand baron Frederik Krag (†1728) og et epitafium med portrætmedaljon af marmor over sidstnævnte. På Griffenfelds kiste findes en dobbelt metalplade; på den øverste står en kort inskription; den dækker over den anden længere inskription om hans sørgelige skæbne. I kælderen under skibet er flere personer begravet: Griffenfelds hustru Cathrine Nansen (†1672); Frederik Krags tredje hustru Edele Nielsdatter Krag (†1751); Frk. Charlotte Amalie Krag; Frk. Vibeke Cathrine Krag, samt flere af den kragske familie.

## Galleri
| - Korbue og alterparti - Prædikestol - Epitafium på skibets nordvæg - Kisterne i Krags åbne gravkapel med gitter - Gravsten over Folmer Rosenkrantz og Margrethe Gyldenstjerne |